# 國立新竹女子高級中學
國立新竹女子高級中學（英語：National Hsinchu Girls' Senior High School），簡稱新竹女中、竹女，別稱沂風，舊稱省竹女，為一所位於臺灣新竹市東區的國立女子普通型高級中等學校，坐落於新竹市舊城區，比鄰竹塹城迎曦門，鄰近東門國小、新竹高工等文教機構。

## 校史
- 1924年4月，創立新竹州立新竹高等女學校。
- 1945年12月，改名為臺灣省立新竹女子中學，分設高中、初中部。
- 1956年，奉教育部令指定新竹為免試升學實驗區後，初中部即逐年結束。
- 1958年，初中部停止招生，改名為臺灣省立新竹女子高級中學。
- 1988年，開辦美術實驗班，男女兼收，創女校收男生先例。
- 1996年，增設數理資優班，培育數理資優科學人材，多年以來在國內外科學競技方面表現優異。
- 2000年，因應精省政策後，該校改由教育部管轄，並改制為國立新竹女子高級中學。
- 2005年，增設語文資優班。[1]

## 歷任校長

### 日治時期
| 任期 | 姓名       | 任職日期 | 離職日期 | 備註 |
| ---- | ---------- | -------- | -------- | ---- |
| 1    | 塚本清吉   |          |          |      |
| 2    | 美間正道   |          |          |      |
| 3    | 深井米次郎 |          |          |      |
| 4    | 善方正夫   |          |          |      |
| 5    | 折戶傳吉   |          |          |      |

### 中華民國時期
| 任期 | 姓名   | 任職日期   | 離職日期  | 備註                                             |
| ---- | ------ | ---------- | --------- | ------------------------------------------------ |
| 1    | 姜瑞鵬 | 1945年11月 | 1959年7月 |                                                  |
| 2    | 孟淑範 | 1959年7月  | 1971年4月 | 調任臺灣省立臺南女子高級中學                     |
| 3    | 沈雅利 | 1971年4月  | 1985年2月 | 任內退休                                         |
| 4    | 王雁彬 | 1985年2月  | 1987年8月 | 調任臺灣省立臺南家齊女子高級中學                 |
| 5    | 鍾香華 | 1987年8月  | 1997年8月 | 調任台灣省立楊梅高級中學                         |
| 6    | 陳健鏘 | 1997年8月  | 2003年8月 | 調任國立中興高級中學                             |
| 7    | 周朝松 | 2004年2月  | 2013年2月 | 原國立新竹高級中學校長轉任，屆齡退休             |
| 8    | 呂淑美 | 2013年8月  | 2021年7月 | 原國立桃園啟智學校校長轉任，調任國立竹南高級中學 |
| 9    | 林桂鳳 | 2021年8月  | 現任      | 原國立竹東高級中學校長轉任                       |

## 特殊班級
- 每年級1班為語文資優班，17班為數理資優班，須通過對內考試分發，三年不分班。
- 每年級18班為美術班，透過美術班北區聯招考試分發（男女兼收）。

## 外部連結
- 國立新竹女子高級中學（页面存档备份，存于）
- 深藍論壇-新竹女中版(沂風竹女)
- 新竹女中校友會

24°48′17″N 120°58′32″E / 24.804813°N 120.975591°E